# 福岡村 (岡山県児島郡)
福岡村（ふくおかそん / ふくおかむら）は、岡山県児島郡にあった村。現在の倉敷市の一部にあたる。

## 地理
種松山の南東麓に位置していた。

## 歴史
- 1889年（明治22年）6月1日、町村制の施行により、児島郡串田村、曽原村、林村、福江村が合併して村制施行し、福岡村が発足[1][2]。旧村名を継承した串田、曽原、林、福江の4大字を編成[1]。
- 1890年（明治23年）福岡皇筵合資会社成立[1]。
- 1891年（明治24年）桜筵合資会社成立[1]。
- 1906年（明治39年）4月1日、児島郡木見村（一部）、彦崎村（一部）と合併し郷内村を新設して廃止された[1][2]。合併後、郷内村大字串田・曽原・林・福江となる[1]。

### 地名の由来
往古の福岡荘による。

## 産業
- 農業[3]、花筵[1]

## 教育
- 1872年（明治5年）廃寺・真浄院を借用し桜井小学が開校[3]。1890年（明治23年）桜井小学校が福岡小学校に改称[1]。

## 名所・旧跡
- 熊野神社[3]